# Potsdaminsigne
Het Potsdaminsigne (Duits: Potsdam-Abzeichen) was een onderscheiding van de Hitlerjugend.
Het insigne werd ter gelegenheid van de Eerste Rijksjongerendag in Potsdam op 12 oktober 1932 in brons en zilver ingesteld. De gerechtigden moesten het door Adolf Hitler zelf ontworpen insigne voor eigen rekening kopen, zo werden de kosten van de bijeenkomst bestreden.
Aanwezigen mochten het bronzen insigne kopen en dragen. De deelnemers mochten het zilveren insigne aanschaffen en dragen.
De enige producent was de firma Hoffstätter in Bonn. De "zilveren" insignes zijn gemaakt van verzilverd zink, verzilverde messing of verzilverd aluminium. De "bronzen" insignes zijn van gepatineerde messing.
Het rechthoekige insigne werd met een op de achterzijde aangebrachte speld op uniform of kleding vastgemaakt. De voorzijde was versierd met een ontbloot zwaard met daarop een hakenkruis binnen een eikenkrans. Daarachter staan de letters "N" (links) en "S". Verticaal staat aan weerszijden "I. REICHS" en "JUGENDTAG". Onderaan staat het jaartal "1932".
Het insigne is 48,5 millimeter hoog en 22,5 millimeter breed. De achterkant is afgezien van een stempel van de fabrikant en een gesoldeerde gesp glad en vlak of hol.
De bijeenkomsten van de NSDAP werden in 1932 massaal bezocht. Van dit insigne zijn tussen de 70 000 en 115 000 exemplaren verkocht.

## Het Potsdaminsigne na de Tweede Wereldoorlog
De vier geallieerden hebben na de bezetting van Duitsland het dragen van alle Duitse orden en onderscheidingen, dus ook die uit het Duitse Keizerrijk van vóór 1918, verboden. Dat verbod is in de DDR altijd van kracht gebleven. Op 26 juli 1957 vaardigde de Bondsrepubliek Duitsland een wet uit waarin het dragen van onderscheidingen met daarop hakenkruizen of de runen van de SS werd verboden. Het dragen van dit insigne werd net als het dragen van de Orde van Verdienste van de Duitse Adelaar en het Ereteken voor de 9e November 1923, de zogenaamde "Blutorden", streng verboden. Ook het verzamelen, tentoonstellen en afbeelden van de onderscheiding werd aan strenge regels gebonden. Een aantal onderscheidingen werd ontdaan van de hakenkruizen en soms van hakenkruis en adelaar. In deze gedenazificeerde uitvoering mochten sommige onderscheidingen worden gedragen. Met dit Potsdaminsigne is dat het niet geval. In 1957 werd het dragen van het Potsdaminsigne in de Bondsrepubliek Duitsland in iedere vorm verboden.